# James McEwen
James McEwen (ur. 16 października 1872 w Bootle w Liverpoolu w Anglii, zm. 1942) – angielski piłkarz oraz trener znany również jako Jimmy McEwen lub „Punch” McEwen.
McEwen rozpoczął karierę w miejscowym klubie Bootle, zaś później wyjechał na południe i dołączył do Luton Town. Po jednym sezonie przeszedł do Glossop North End, które rozpoczynało swój pierwszy sezon w Football League. Na koniec sezonu North End awansowało do First Division. Później klub zmienił nazwę na Glossop, lecz sezon 1899/1900 zakończył na dole tabeli.
McEwen następnie przeniósł się do Bury, z którym zdobył FA Cup w 1903, po pokonaniu 6-0 Derby County. Po trzech latach pobytu na Gigg Lane, powrócił do Luton Town (wtedy w Southern League), później zaś dołączył do Norwich City, najpierw jako zawodnik, później jako grający menedżer. McEwen był drugim menedżerem w historii Norwich City i poprowadził drużynę w 43 meczach w latach 1907–1908. Wygrał 13 spotkań, przegrał 20 i 10 razy remisował.
Po odejściu z Norwich City wrócił do Glossop jako gracz w sezonie 1911/12. Po zakończeniu kariery pracował w Fulham jako skaut, zanim w 1914 został włączony do sztabu szkoleniowego Arsenalu, jako trener zespołu prowadzonego wówczas przez George’a Morrella. Gdy w 1915 Morrell zrezygnował, McEwen zajął się prowadzeniem zespołu podczas I wojny światowej, stając się de facto tymczasowym menedżerem zespołu, występującego wówczas w London Combination. Po zakończeniu wojny nowym menadżerem został Leslie Knighton, który objął zespół na początku sezonu 1919/20, lecz McEwen kontynuował pracę w klubie jako asystent menedżera od strojów i jako trener w sztabie szkoleniowym Herberta Chapmana.

## Sukcesy

### Jako piłkarz
Glossop North End
- Football League Second Division wicemistrzostwo: 1898–99

Bury
- FA Cup zwycięstwo: 1903